# Festucula festuculaeformis
Festucula festuculaeformis là một loài nhện trong họ Salticidae.
Loài này thuộc chi Festucula. Festucula festuculaeformis được Roger de Lessert miêu tả năm 1925.